# Vestingwerken van Rhenen

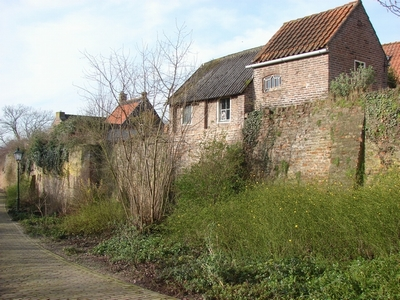
De grotendeels intacte Zuidmuur van de stad Rhenen op het Keldermanspad.

De voormalige Vesting van Rhenen bestond sinds de stadsrechten uit 1258 uit diverse verdedigingswerken tot de ontmanteling in de 19e eeuw. Van deze middeleeuwse vestingwerken zijn nog overblijfselen terug te vinden, voornamelijk grotendeels aan de zuidkant van stad, waar men uitkijkt op de Nederrijn. Aan de noordkant bij de Walmolen staat nog een circa 40 meter lange muur met de nog deels intacte binnen toren, waarachter de Binnenmolen staat.

## Geschiedenis
De stadrechten van Rhenen worden al jaren betwist, het document wat in 1258 werd uitgevaardigd door bisschop Hendrik van Vianden, staat enkel in vermeld dat hij de "goede burgers van Rhenen" in hun privileges erkent. Daarom denkt men dat de stad ouder is en dat een van Hendrik van Viandens voorgangers opdracht gaf voor de eerste omwalling die vermoedelijk uit een gegraven gracht en aardenwallen bestond. Daarbij moet vermeld worden dat de originele stadsrecht-akte vermoedelijk vergaan is met de stadsbrand van 1400.
Er waren drie belangrijke fases waarin de vesting haar vorm kreeg:
- Vóór 1258 werd al begonnen met het opwerpen van aardenwallen en grachten.
- In 1346 geeft bisschop Jan van Arkel opdracht om de stad met stenen te ommuren.[2]
- In 1528 ontwierp Rombout II Keldermans een nieuwe vestingconstructie, waarschijnlijk werden de bestaande muren verstevigd en uitgebreid met bastions. Men begon pas rond 1540 met deze versterkingen.

Er waren drie toegangspoorten tot de stad:
- De Bergsepoort (Oostpoort), de huidige kruising Herenstraat en de Plantsoenstraat
- De Utrechtsepoort (Westpoort), de huidige kruising van de Koningshof en de Utrechtsestraatweg
- Rijn of Rhijnpoort (Zuidpoort), de huidige kruising Rijnstraat en Keldermanspad/Doelenwal.

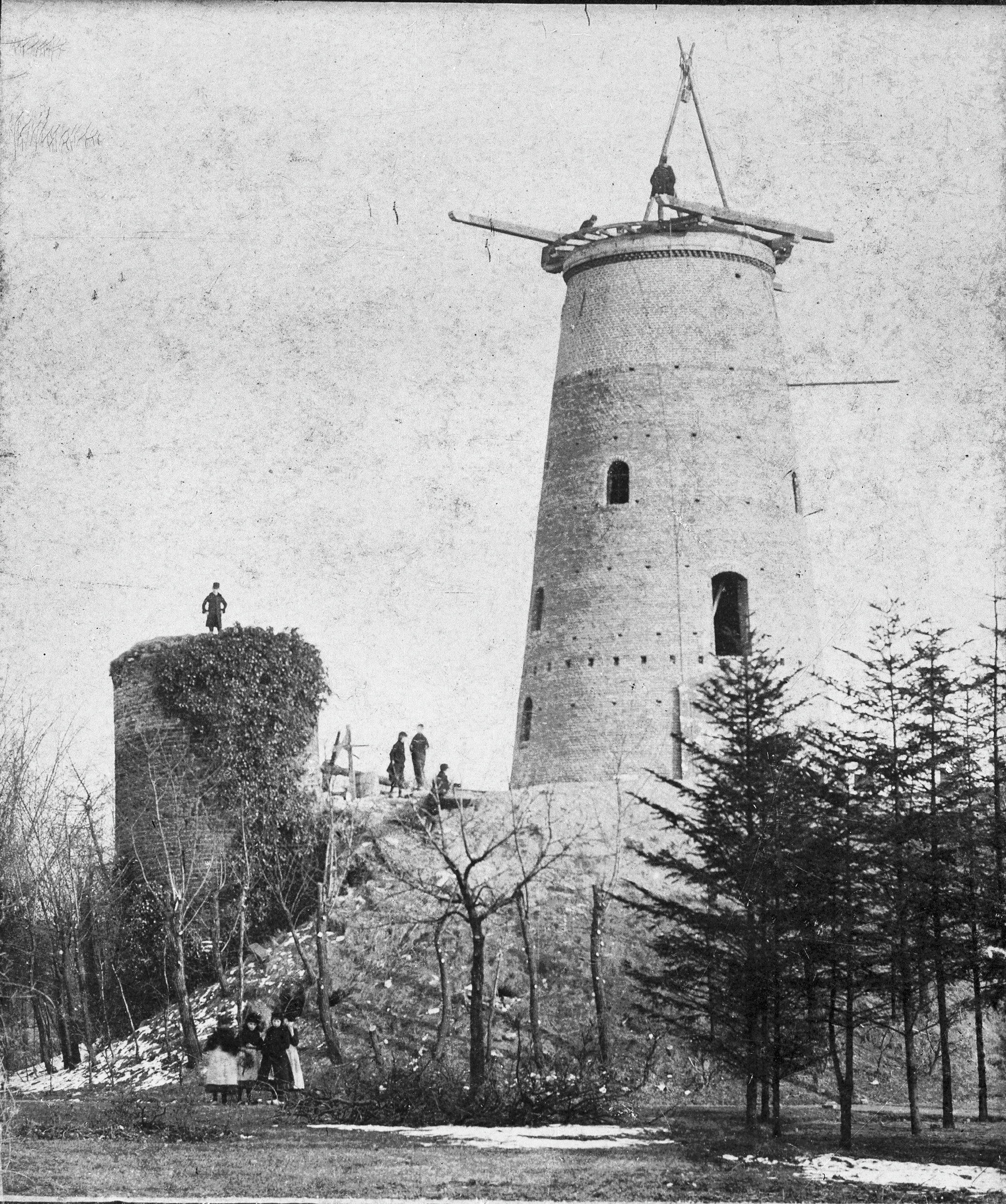
De bouw van de Binnenmolen in 1893 met links de nog enige aanwezige vestingtoren.

De contouren van de middeleeuwse vesting had de vorm van een liggend ei en herbergde vele torens, zoals de "Gevangenentoren" (kruising Koningin Elisabethplantsoen-Kloosterstraat), twee naamloze uitkijktorens, waarvan één nog deels bestaat naast de Binnenmolen. Iets noordelijk van de Bergsepoort stond de toren "Den Oven" (rond de huidige Mensostraat-Plantsoenstraat). In de Zuidmuur stonden drie bekend gebleven torens, de "Toltoren" (Doelwal), de "Spijndertoren" en de "Thijmentoren".

## Overblijfselen
Zuidelijk vanaf de Cuneratoren naar de "Doelenwal" beginnen de overblijfselen van de stadsmuur die overgaat in het "Keldermanspad", genoemd naar Rombout II Keldermans die de laatste vestingwerken ontwierp in 1528. Dit is het langst aaneengesloten restant van de stadsmuur. Het pad loopt langs de restanten van de Thijmentoren, bij de "Bontekoestraat" richting de hoofdweg "Herenstraat".
Bij de kruising van de huidige Elisabethplantsoen-Molenpad en Molenstraat staat een nog ± 40 meter lange muur met de deels intacte toren naast de Binnenmolen, die ook wel de Korenmolen wordt genoemd.
Alkmaar · Amsterdam · Borculo · Bredevoort · Coevorden · Enschede · Haarlem · Hattem · 's-Hertogenbosch · Huissen · Klundert · Lochem · Maastricht · Montfoort · Naarden · Ommen · Ootmarsum · Rhenen · Roermond · Rijssen 
· Sittard · Sneek · Steenbergen · Terborg · Valkenburg · Zaltbommel · Zwolle